# Pigádia
Pigádia (Pigadia) är en ort i Grekland.   Den ligger i prefekturen Nomós Ioannínon och regionen Epirus, i den centrala delen av landet, 290 km nordväst om huvudstaden Aten. Pigádia ligger 896 meter över havet och antalet invånare är 115.
Terrängen runt Pigádia är huvudsakligen kuperad, men åt sydost är den bergig. Runt Pigádia är det glesbefolkat, med 19 invånare per kvadratkilometer. Närmaste större samhälle är Katsikás, 19,3 km norr om Pigádia. I omgivningarna runt Pigádia växer i huvudsak blandskog.